# Kamienica Próchnickich w Warszawie

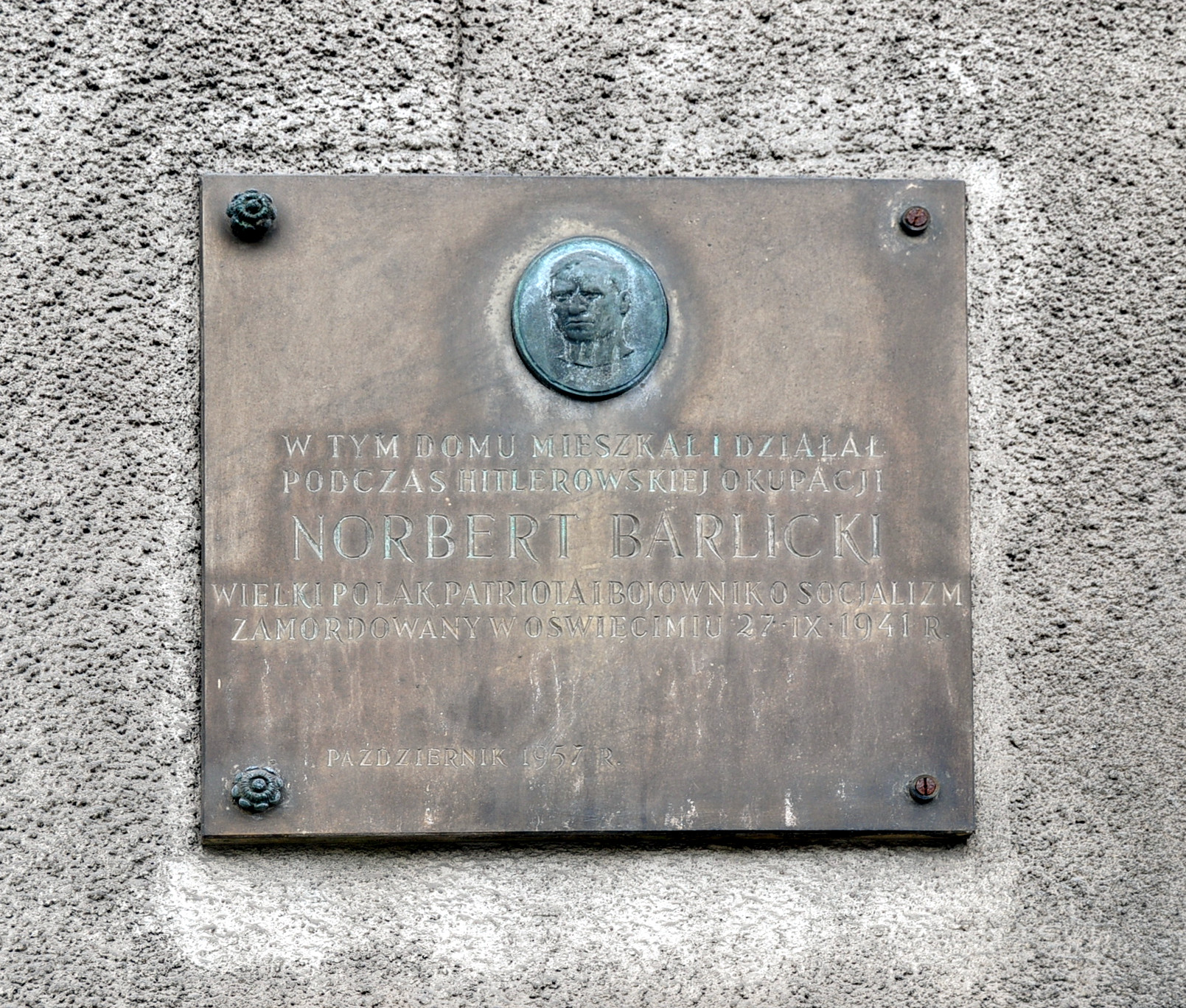
Tablica upamiętniająca Norberta Barlickiego – mieszkańca kamienicy

Kamienica Próchnickich – kamienica znajdująca się w Warszawie, przy ul. Koszykowej 70 róg ul. Emilii Plater.

## Opis
Kamienica została wzniesiona w latach 1913–1914 według projektu Mariana Kontkiewicza.
Po wyborze Gabriela Narutowicza na prezydenta Rzeczypospolitej Polskiej, do znajdującego się w kamienicy mieszkania swojej żony 13 grudnia 1922 przeprowadził się z Belwederu marszałek Józef Piłsudski z żoną Aleksandrą i córkami Wandą i Jadwigą.
Budynek przetrwał II wojnę światową. Została pozbawiona ostatniego piętra i licznych ozdób, które usunięto podczas remontu kamienicy w latach 60. XX wieku. Nadal pełni funkcję budynku mieszkalnego.

## Tablice upamiętniające mieszkańców kamienicy
- Tablica Norberta Barlickiego wmurowana w październiku 1957. Widnieje na niej napis: „W tym domu mieszkał i działał (podczas hitlerowskiej okupacji) Norbert Barlicki (wielki Polak, patriota i bojownik o socjalizm) zamordowany w Oświęcimiu 27 października 1941 r. / październik 1957 r.”.
- Tablica Józefa Piłsudskiego wmurowana w maju 2006. Widnieje na niej napis: „Józef Piłsudski mieszkał w tym domu w latach 1922-1923 Towarzystwo Przyjaciół Warszawy 12 maja 2006 Stroer". Tablica powstała z inicjatywy Towarzystwa Przyjaciół Warszawy oraz Związku Piłsudczyków a ufundowała ją firma Strör Polska. Została uroczyście odsłonięta 11 maja 2006 przez burmistrza dzielnicy Śródmieście Artura G. Brodowskiego, wnuka Marszałka Piłsudskiego Krzysztofa Jaraczewskiego i prezesa Strör Polska Janusza Malinowskiego.